# Роулингс, Стивен
Сти́вен Ро́улингс (англ. Stephen Rowlings, род. 4 февраля 1982 года в Престоне, Англия) — английский профессиональный игрок в снукер.
Впервые попал в мэйн-тур в сезоне 2009/10, после того как завершил предыдущий сезон в PIOS на 5 месте. Лучшим достижением Роулингса в этом сезоне является второй раунд квалификации на Welsh Open (на этом же турнире он сделал свой высший брейк в 125 очков) и Гран-при. Сенчури брейк на Welsh Open 2010 стал для Роулингса первым в профессиональной карьере. Из-за проигрыша в первом раунде квалификации к чемпионату мира 2010 в мэйн-туре не закрепился.